# SIG Sauer P226
A SIG Sauer P226 é uma pistola semiautomática fabricada pela SIG Sauer. Ela dispara munições nos seguintes calibre: 9x19 mm, .40 S&W, .357 SIG e .22 Long Rifle. É essencialmente uma versão melhorada da SIG Sauer P220, mas desenvolvida para usar carregadores de maior capacidade com pilha dupla.
A própria P226 gerou variantes adicionais, como a P228 e a P229 são versões compactas do design P226 com carregador de pilha dupla, enquanto a P224 é uma variante subcompacta. A SIG Sauer P226 e suas variantes estão em serviço em inúmeras organizações policiais e militares em todo o mundo.

## História
A Schweizerische Industrie Gesellschaft (SIG) é uma empresa suíça, agora conhecida como Swiss Arms. Em 1975, a SIG firmou um acordo com o fabricante alemão de armas J.P. Sauer & Sohn para desenvolver e comercializar uma nova arma que se tornou a P220. A P220 foi a primeira pistola SIG Sauer vendida nos EUA. Foi comercializado inicialmente pela Browning como "Browning BDA". A SIG Sauer P220 é um refinamento do design de Petter-Browning usado na SIG P210. O design da culatra bloqueada é muito diferente e foi pioneiro pela SIG Sauer. Na verdade a SIG P210 é considerada a primeira pistola SIG Sauer.
A P226 foi designada para participar do "Service Pistol Trials" XM9 (ver também o Joint Service Small Arms Program) que foram realizados pelo Exército dos EUA em 1984 em nome das Forças Armadas dos Estados Unidos que buscava um substituto para o M1911A1 e outras 24 marcas de armas sendo usadas no serviço militar dos EUA. Somente a Beretta 92SBF e a SIG P226 concluíram satisfatoriamente os testes. De acordo com um relatório do GAO, a Beretta recebeu o contrato M9 para o 92F devido a um preço total mais baixo do pacote. O P226 custou menos por pistola que o 92F, mas o preço do pacote da SIG com carregadores e peças de reposição foi maior que o da Beretta. Os Navy SEALs, no entanto, mais tarde escolheram adotar a P226 como "P226 MK25" com proteção especial contra a corrosão.
Para os testes militares XM9 dos EUA, a P226 foi importada pela Saco Defense. A Interarms assumiu a importação quando a pistola foi introduzida para vendas civis. A SIG Sauer finalmente fundou a SIGARMS, Inc. (agora SIG Sauer) nos Estados Unidos para lidar com a importação de seus produtos. Em 2000, a SIG Holding AG vendeu a J.P. Sauer & Sohn GmbH para dois empresários alemães. A marca "SIG Sauer" permaneceu na J.P. Sauer & Sohn GmbH.

## Fabricação
As armas de fogo SIG Sauer são fabricadas em Eckernförde, Alemanha, pela Sig Sauer, GmbH e em Newington, [NH, Estados Unidos, pela SIG Sauer Inc., (antiga SIGARMS Inc.). Ambas as empresas, juntamente com a Swiss Arms AG, Mauser Jagdwaffen GmbH, J.P. Sauer & Sohn, John Rigby & Company, German Sport Guns GmbH e Blaser Jagdwaffen Gmbh são subsidiárias do Luke e Ortmeier Gruppe de Emsdetten, Alemanha.
Cópias da P226 são produzidas na China pela Norinco, com o nome de NP22. Estes foram subcontratados à Zhejiang Xinhua Machinery Manufacturing Co., Ltd. (集团 机电 集团), conhecida como Fábrica Estatal 972 ou como Fábrica Xinhua ou ainda Fábrica Zhejiang.
As variantes consistem no NP22, NP22A, NP34, NP56 e NP58. O SDM XM9 é uma variante do NP22 para o calibre 9x21mm para países que não permitem calibres de pistola apenas para militares e policiais. O LP3 e o LP4 são versões do NP22 e NP34 com segurança manual no slide. O NP762 utiliza o calibre 7,62x25mm, e foram exportadas em 2019. Eles foram fabricados pela Xinhua em 1999 e eram conhecidos como NP2000 por contratos potenciais na China para o PLA e várias agências policiais.
O ZOAF é um clone do P226 fabricado no Irã.

## Variantes

### P226 Navy
As equipes SEAL da Marinha dos EUA começaram a usar a SIG P226 na década de 1980, depois que o Kampfschwimmer alemão os testou com sucesso.
As primeiras pistolas P226 da Naval Special Warfare a serem oferecidas ao público foram as "NSW Commemoratives", lançadas no início de 2004. A SIG P226-9-NAVY é uma versão da SIG P226 produzida que apresenta o slide de aço inoxidável gravada com uma âncora para designá-los como pistolas "Naval Special Warfare". A SIGARMS levantou US$ 100.000 para a Special Operations Warrior Foundation através da venda dessas pistolas serializadas da NSW. A pistola com o número de série NSW0001 foi vendida durante um leilão ao vivo no programa de rádio Laura Ingraham, em todo o país, por um adicional de US $ 25.000. As versões comerciais produzidas posteriormente adicionaram um trilho universal para acessórios, mantendo a âncora dos modelos anteriores, mas não possuem as SIGLITE Night Sights.

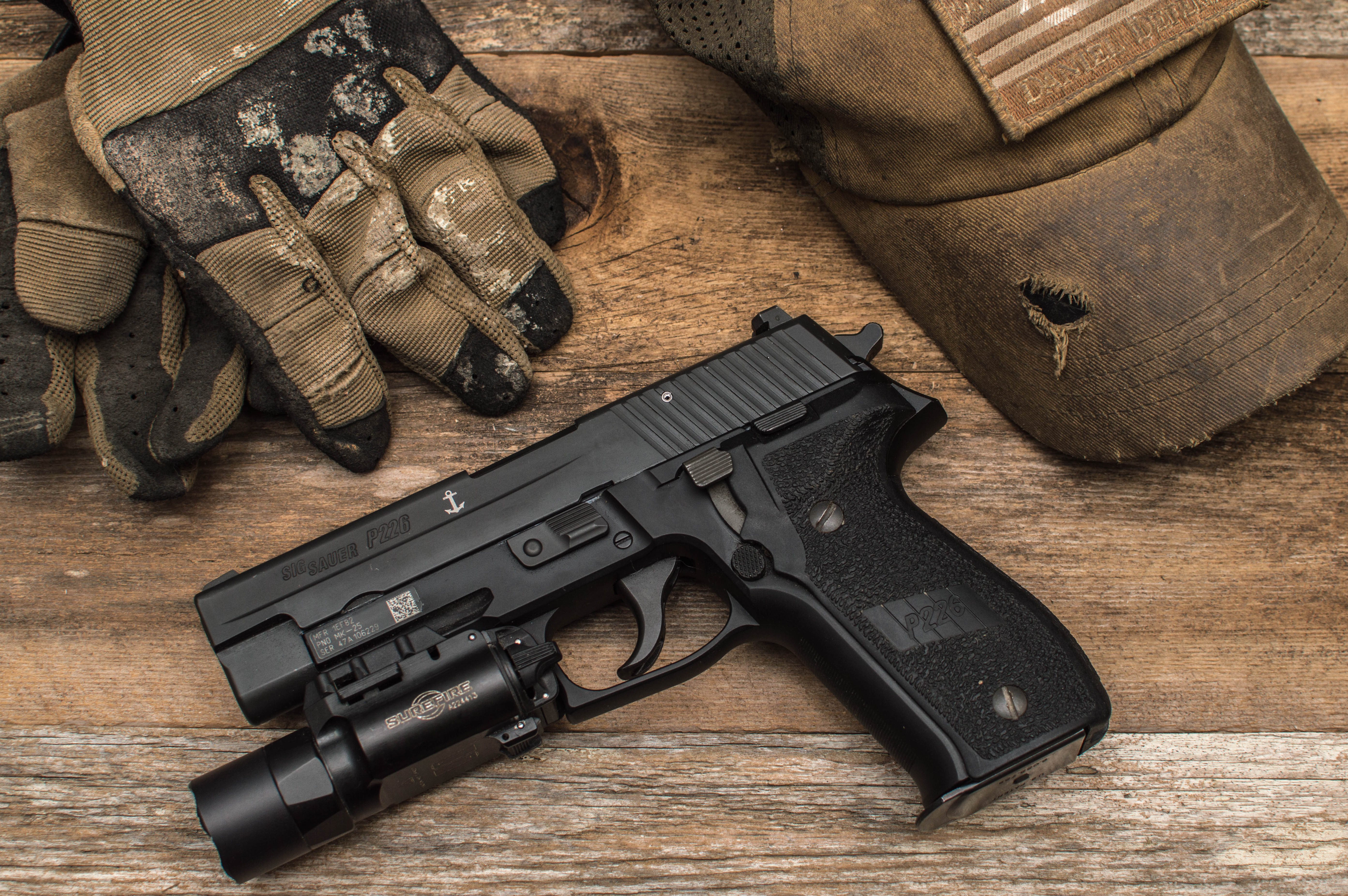
Uma P226 Mk25com o código de barra UID, Silver Anchor e a lanterna SureFire X300 Ultra montada num trilho Picatinny.

### P226 E2
Introduzida no SHOT Show de 2010, a P226 E2 na época era uma atualização significativa da linha P226. "E2" (pronunciado "E-squared"), ou também conhecido como "Enhanced Ergonomics", é a tentativa da SIG Sauer de tornar a arma de quadro grande mais ergonômica para pessoas com mãos pequenas e médias. Um tamanho de empunhadura reduzido e um gatilho de curso reduzido trazem a face do gatilho para trás mais de 13 mm (0,5 pol), permitindo potencialmente uma melhor manipulação e controle do gatilho para um número maior de atiradores. Outros recursos padrão incluem o gatilho de reset curto, textura agressiva do acabamento da empunhadura e uma nova configuração de empunhadura de uma única peça. A pistola foi descontinuada da linha de modelos P226 no final de 2010, mas o sistema de empunhadura no estilo E2 foi adotado e transferido para outras variantes do P226.

### P228 (M11)

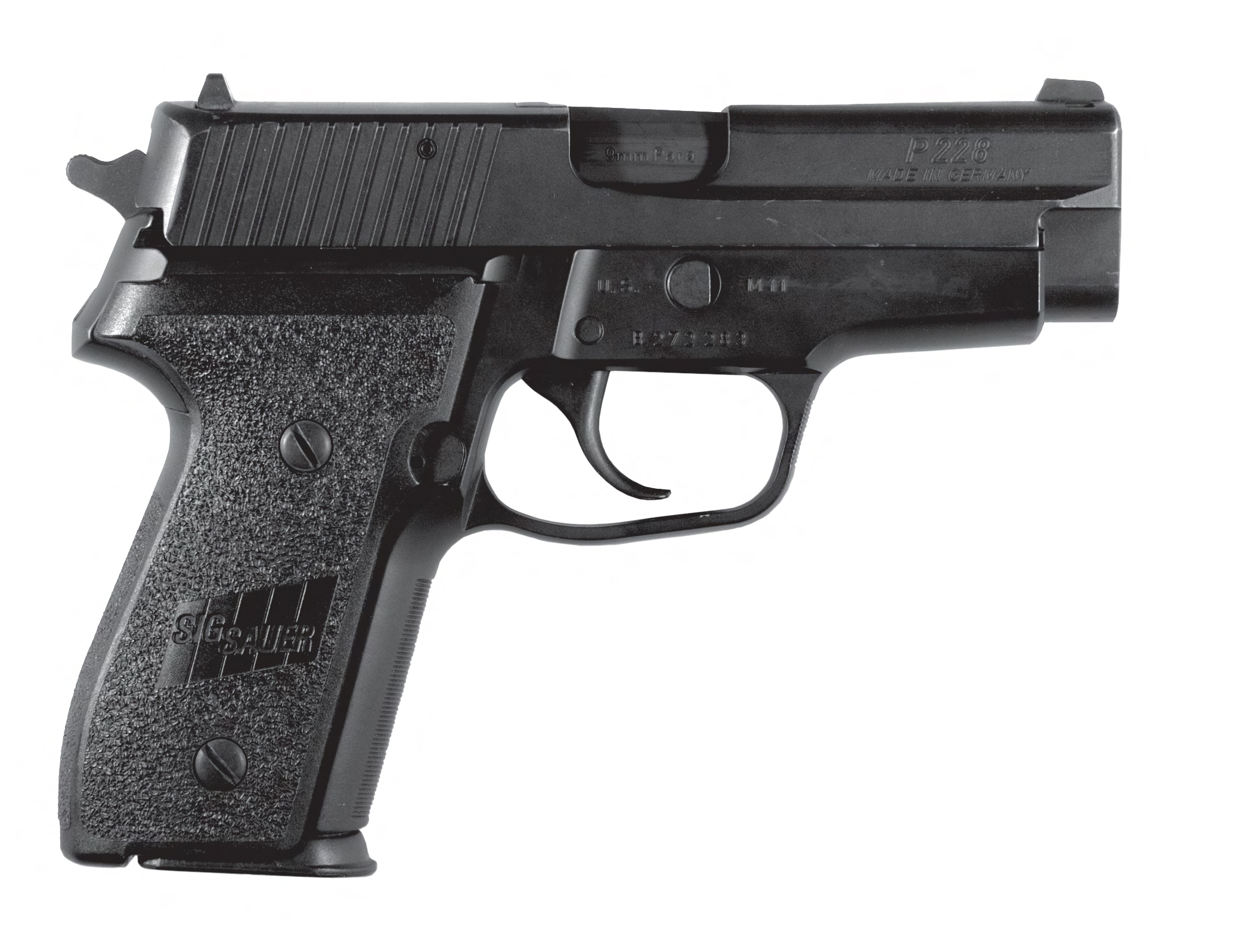
Uma SIG P228

Uma versão compacta da P226, a P228, está em uso em várias agências policiais e também com os militares dos EUA, onde é designado como M11. O P228 tem um slide e cano mais curtos que o P226. Ao contrário do P226, o P228 está disponível apenas no 9×19mm Parabellum com um carregador de 13 cartuchos, mas também pode usar carregadores P226 de 15 ou 20 cartuchos. Os carregadores de pós-venda ampliam a capacidade do P228 para 15 tiros.
À distância, o P228 pode ser diferenciado do P226 comparando as proteções do gatilho (o P228 é curvado, enquanto o P226 é levemente dobrado) e os comprimentos do cano e slide (cano do P228 de 99 mm (3,9 pol.), tem um slide mais curto correspondente). Também em uma comparação lado a lado, o P228 pareceria um pouco mais curto (15 mm (0,59 pol.) Menor) que o P226. O carregador P226 de maior capacidade também pode ser empregado no P228, embora se estenda além da base da empunhadura. As vendas civis do P228 foram interrompidas com a introdução do calibre 9 mm no P229, mas foram recentemente reintroduzidas em quantidades limitadas a civis com um trilho de acessórios e um guarda mato estilo "gancho", designado P228R.
O P229 é quase idêntico ao P228, no entanto, seu slide é feito de aço inoxidável fresado (versus o slide de aço carbono estampado do P228) e está disponível em 9 mm, .40 S&W e .357 SIG. No verão de 2012, a SIG Sauer anunciou que estava lançando o M11A1, que é essencialmente o P229 de slide fresado com câmara de 9 mm com empunhaduras rotuladas com "P228", um gatilho de reset curto, mira noturna de trítio SIGLITE, carregadores Mec-Gar de 15 tiros, e uma etiqueta inteligente de estilo militar e número de série. Mais tarde, em 2012, as versões M11b da Força Aérea do P228 foram lançadas para venda civil. O M11 deve ser substituído no Exército e na Força Aérea através do programa Modular Handgun System. Em 19 de janeiro de 2017, foi anunciado que o SIG Sauer P320 Compact (M18) havia sido selecionado para substituir o M11 como pistola de serviço dos EUA. Um fator para vencer a competição do Modular Handgun System foi a capacidade de empregar cartuchos Parabellum de 9 mm, .357 Sig ou .40 S&W no mesmo quadro básico.

### P229
A P229 é uma arma de fogo compacta , inicialmente produzida em 1985 , usada para fins de porte velado ou de serviço. A versão padrão possui um gatilho DA/SA. A pistola também foi disponibilizada em um modelo Double Action Kellerman (DAK), que é um sistema DAO com dois pontos de reset do gatilho e uma tração mais leve e suave do que a das pistolas DAO tradicionais. A maioria das variantes de fábrica mencionadas acima do P226 também estão disponíveis para o P229, incluindo a opção Equinox, a linha Elite, bem como um modelo SAS GEN 2.
A P229 difere de seu primo, o P226, em vários aspectos, e foi originalmente introduzida para suplementar e substituir a P228, adicionando o .357 SIG e o .40 S&W como calibres disponíveis. A P229 foi a primeira pistola de produção introduzida que poderia usar o calibre .357 SIG. A P226 e a P228 foram originalmente fabricadas usando um slide de aço estampada em um quadro de liga de alumínio. A A229 consiste em um slide de aço inoxidável fresada em CNC, tipicamente na cor preta com acabamento Nitron. O slide de aço fresado da P229 foi introduzido para lidar com as velocidades mais altas do slide criadas pelas cargas .357 SIG e .40 S&W, que o slide estampado do P228 não aguentava sem o uso de uma mola de recuo muito mais rígida. Isso tornaria a retração manual do slide muito mais difícil e o uso de um slide de aço inoxidável fresada (juntamente com os novos recursos de fresagem e produção de aço inoxidável encontrados na fábrica dos EUA) com uma mola de recuo de peso padrão fazia mais sentido.
Uma mola de recolhimento de peso padrão para o P229 é de 71 N (16 lbf). Um peso de mola de 89 N (20 lbf) ou superior seria necessário se um slide estampado fosse usado para os calibres .40 S&W ou .357 SIG. As pressões máximas da câmara SAAMI de 9 mm, 9 mm + P, .40 S&W e .357 SIG são as seguintes: 240 MPa (35.000 psi); 265 MPa (38.500 psi); 240 MPa (35.000 psi); e 280 MPa (40.000 psi). O slide no P226 foi redesenhado de maneira semelhante, e as vendas civis do P228 foram interrompidas no início de 2005 devido à queda nas vendas e ao advento da P229 em 9 mm. A P226 e a P229 estão disponíveis com trilhos de acessórios opcionais e quadros de aço inoxidável forjado opcionais.
A P229 pode utilizar os calibres: .22 LR, 9mm, .40 S&W ou .357 SIG. Mudar entre .40 S&W e .357 SIG é tão simples quanto trocar o cano; os dois calibres usam o mesmo carregador. Os canos de conversão também permitem que um P229 ou P226 mude entre um .40 S & W / .357 SIG para um calibre de 9 mm. O modelo de 9 mm (com e sem trilhos) pode ser convertido em .22 LR, mas no passado seus receptores não foram projetados para fornecer o espaço necessário para lidar com as calibres maiores de .335 SIG e .40 S&W. Como a SIG Sauer começou lentamente a adotar a empunhadura do estilo E2 em toda a linha de modelos P229 um movimento semelhante ao que também está acontecendo com o P226 maior - eles também começaram a usar as dimensões do quadro de especificação .357 SIG / .40 S&W para suas P229 de 9 mm de fábrica, presumivelmente para otimizar o número de variações de peças necessárias para serem mantidas em estoque. Embora o fabricante tenha anunciado que os carregadores de configuração mais antiga continuarão a operar na nova configuração do receptor, a SIG Sauer revisou os novos carregadores de fábrica P229 9mm para um design específico para o compartimento de redimensionamento do novo conjunto receptor/quadro reconfigurado. Como conseqüência, os carregadores mais recentes não são compatíveis com as versões anteriores, devido à sua maior largura.

### P224
A P224 é uma variante subcompacta da série. Tem um comprimento de cano de 8,9 cm (3,5 polegadas) e um peso descarregado de 820 g (29 onças). Tem uma capacidade de 12 tiros no calibre 9mm; também está disponível em .357 SIG e .40 S&W. A P224 foi introduzida em 2012 como somente ação dupla (DAO); foi reintroduzido em 2013 como ação dupla/ ação simples (DA / SA) com uma alavanca de desacoplamento. A P224 foi descontinuada em 2016.

## Usuários
| País                   | Organização | Modelo                                                              | Referência           |
| ---------------------- | --- | ------------------------------------------------------------------- | -------------------- |
| Bangladesh             | Marinha de Bangladesh SWADS | P226, P228, P229                                                    | [ 18 ]               |
| Bangladesh             | Força de Segurança Especial (SSF) do Exército de Bangladesh | P226, P228, P229                                                    | [ 18 ]               |
| Canadá                 | Canadian Special Forces(Joint Task Force 2) | P226                                                                | [ 3 ]                |
| Canadá                 | Royal Canadian Mounted Police (Emergency Response Team) | P226                                                                | [ 19 ]               |
| Canadá                 | Royal Newfoundland Constabulary | P226                                                                | [ 20 ]               |
| Canadá                 | Vancouver Police Department | P226                                                                | [ 21 ]               |
| Chile                  | SWAT da província de Hubei | NP22                                                                | [ 22 ]               |
| Colômbia               | Polícia Nacional da Colômbia | SP2022                                                              | [ 23 ] [ 24 ] [ 25 ] |
| El Salvador            | Polícia Nacional Civil de El Salvador | P228                                                                | [ 26 ]               |
| Egito                  | Paraquedistas , Forças Especiais da Marinha e Sa'ka Forces (Unidade 777) | -                                                                   |                      |
| Finlândia              | Exército da Finlândia | P226                                                                | [ 3 ]                |
| França                 | Groupe d'Intervention de la Gendarmerie Nationale (GIGN), o esquadrão tático da Gendarmerie Nationale | P226, P228                                                          | [ 27 ]               |
| França                 | Escouade de contre-terrorisme et de libération d'otages (ECTLO), esquadrão antiterrorista e de libertação de reféns da Marine nationale | P226                                                                | [ 28 ]               |
| Geórgia                | Used by Polícia da Geórgia e Forças de Operações Especias da Geórgia | P226                                                                | [ 29 ] [ 30 ]        |
| Alemanha               | Spezialeinsatzkommando (SEK) da polícia, e Bundeskriminalamt (BKA) | P226, P229                                                          | [ 31 ]               |
| Grécia                 | EKAM unidade antiterrorista da Polícia da Grécia | P229                                                                | [ 32 ] [ 33 ]        |
| Índia                  | Forças Especiais da Índia | P226N                                                               | [ 34 ]               |
| Indonésia              | Komando Pasukan Khusus (Kopassus) grupo de forças especiais do Exército da Indonésia | P226, P228                                                          | [ 35 ]               |
| Indonésia              | Komando Pasukan Katak (Kopaska) grupo tático de mergulho da Marinha da Indonésia | P226, P228                                                          | [ 35 ]               |
| Irão                   | Defense Industries Organization | P226                                                                | [ 36 ]               |
| Irlanda                | Forças de Defesa da Irlanda Army Ranger Wing | P226, P228                                                          | [ 37 ]               |
| Irlanda                | Guarda de oficiais à paisana: SDU, ERU, RSU, NBCI, Drugs and Organised Crime Bureau | P226                                                                | [ 38 ] [ 39 ]        |
| Israel                 | Forças especiais de Israel | P226, P228                                                          | [ 40 ]               |
| Japão                  | Unidade de embarque especial | P226R                                                               | [ 41 ]               |
| Coreia do Sul          | Flotilha Naval Especial de Guerra da República da Coreia | P226N                                                               | [ 42 ]               |
| Malásia                | 10.ª Brigada Paraquedista | P226                                                                | [ 43 ]               |
| Malásia                | Grup Gerak Khas | P226                                                                | [ 43 ]               |
| Myanmar                | Exército de Myanmar | P226                                                                |                      |
| Países Baixos          | M-Squadron do Korps Mariniers | P226                                                                | [ 44 ]               |
| Nova Zelândia          | Força de Defesa da Nova Zelândia | P226, P226R designado P226AL                                        | [ 45 ]               |
| Paquistão              | Grupo de Serviços Especiais do Exército do Paquistão | P226, P229                                                          | [ 46 ]               |
| Filipinas              | Força Aérea das Filipinas | P228                                                                | [ 47 ]               |
| Polónia                | GROM grupo especial | P228                                                                | [ 48 ]               |
| Portugal               | Forças Armadas de Portugal | P228                                                                | [ 49 ]               |
| Singapura              | Forças Armadas de Singapura | P226                                                                | [ 50 ]               |
| Eslovênia              | Unidade Especial (Polícia da Eslovênia - "CT") | P226 Enhanced Elite                                                 | [carece de fontes?]  |
| Eslovênia              | Centro de Proteção e Segurança (Polícia da Eslovênia - "CP") | P226                                                                | [carece de fontes?]  |
| Eslovênia              | Unidade de Operações Especiais (Exército da Eslovênia - "SF") | P226                                                                | [carece de fontes?]  |
| Eslovênia              | Unidade de Táticas Especiais (Exército da Eslovênia - "MP SWAT") | P226                                                                | [carece de fontes?]  |
| Somália                | Unidade Haramcad da Força policial da Somália | P226                                                                | [ 51 ]               |
| Espanha                | Grupo Especial de Operaciones (GEO) do Cuerpo Nacional de Policía | P226                                                                | [ 52 ]               |
| Suécia                 | Autoridade Policial | P226, P228, P229, P239                                              | [ 53 ]               |
| Tailândia              | Exército Real Tailandês | P226                                                                | [ 54 ]               |
| Turquia                | Comando das Forças Especiais | P229                                                                | [ 3 ]                |
| Turquia                | Comando do Grupo de Ofensivas Subaquáticas | P226, P229                                                          | [ 55 ]               |
| Emirados Árabes Unidos | Exército dos Emirados Árabes Unidos | P228                                                                | [ 3 ]                |
| Emirados Árabes Unidos | Várias forças especiais | P228                                                                | [ 3 ]                |
| Reino Unido            | British Army (including Special Air Service), Royal Air Force (P226 padrão designado L105A1, versão melhorada com acabamento resistente à corrosão designado L106A1, e P226R designado L105A2/L106A2, P228 designado L107A1, P229 designado L117A1 e L117A2) | P226, P226R, P228, P229                                             | [ 3 ] [ 56 ] [ 57 ]  |
| Reino Unido            | Ministry of Defence Police | P229                                                                | [ 58 ]               |
| Estados Unidos         | United States Army (Incluindo o United States Army Criminal Investigation Command) | P228 (designado M11)                                                | [ 59 ] [ 60 ]        |
| Estados Unidos         | United States Coast Guard | P229R DAK .40 S&W                                                   | [ 60 ]               |
| Estados Unidos         | United States Department of Homeland Security | P229 DAK .40 S&W                                                    | [ 60 ]               |
| Estados Unidos         | U.S. Diplomatic Security Service (U.S. Department of State) | P226R, P228, P229, P229R (9×19mm)                                   | [ 61 ]               |
| Estados Unidos         | U.S. Federal Air Marshals | P229 (.357 SIG)                                                     | [ 62 ]               |
| Estados Unidos         | Naval Criminal Investigative Service | P229R DAK (.40 S&W), P239 DAK (.40 S&W)                             | [ 63 ]               |
| Estados Unidos         | United States Navy (Incluindo os Navy SEALs) | P226 (designado MK25), P226R, P228 (designado M11), e P229 (9×19mm) | [ 64 ] [ 65 ]        |
| Estados Unidos         | United States Department of Veterans Affairs Police | P229R DAK (9×19mm)                                                  | [ 66 ]               |
| Estados Unidos         | U.S. Secret Service | P229 (.357 SIG)                                                     | [ 67 ]               |
| Estados Unidos         | United States Postal Inspection Service | P229R DAK (.40 S&W)                                                 | [ 68 ]               |
| Estados Unidos         | Texas Ranger Division | P226 (.357 SIG)                                                     | [ 69 ]               |
| Estados Unidos         | New York City Police Department | P226 DAO (9×19mm)                                                   | [ 70 ]               |
| Estados Unidos         | Delaware State Police | P226, P229 (.357 SIG)                                               | [ 71 ]               |
| Estados Unidos         | Ohio State Highway Patrol | P226 .40 S&W                                                        | [ 72 ]               |
| Estados Unidos         | Orlando Police Department | P226R (9×19mm)                                                      | [ 73 ]               |
| Estados Unidos         | Memphis Police Department | P229 DAK                                                            | [ 74 ]               |
| Estados Unidos         | Shelby County Sheriff's Office | P226, P229 DAK (.40 S&W)                                            | [ 75 ]               |
| Estados Unidos         | Connecticut State Police | P229 (.40 S&W), P220 (.45ACP)                                       | [ 76 ]               |
| Estados Unidos         | Franklin County Sheriff's Office (Ohio) | P226R (9mm)                                                         | [ 77 ]               |
| Estados Unidos         | Ferguson, Missouri Police Department | P229 .40 S&W                                                        | [ 78 ]               |
| Estados Unidos         | Houston Police Department | P229R, P226 .40 S&W                                                 | [ 79 ]               |
| Estados Unidos         | Sacramento Police Department | P226R, P229R, P239                                                  | [ 80 ]               |
| Estados Unidos         | San Francisco Police Department | P226, P229R .40 S&W                                                 | [ 81 ]               |
| Estados Unidos         | Tampa Police Department Tactical Response Team (TRT/SWAT) | P226R (9×19mm)                                                      | [ 82 ]               |
| Estados Unidos         | Fairfax County Police Department | P226R .40 S&W                                                       | [ 72 ]               |